# Pavel Arsénov
Pavel Oganezovitx Arsénov (rus: Павел Оганезович Арсе́нов; 1936 — 1999) va ser una actor, guionista i director de cinema rus i soviètic. El 1996 va rebre el títol d'Artista d'Honor de la Federació Russa.

## Biografia
Pavel va néixer el 5 de gener de 1936 a Tblissi. Va estudiar a l'Institut d'Enquestes Geològiques, es va graduar al departament de direcció del VGIK (1963, taller de Grigori Roixal).
Abans d'estudiar a VGIK, va treballar al Kartuli Pilmi, estudi de pel·lícules de ciències populars. Va actuar en diverses pel·lícules de l'estudi Armenfilm, en particular, a la pel·lícula Golosa naixego kvartala (Veus del nostre barri), dirigida per Iuri Ierzinkian.
Des de 1962 fou director dels Estudis de Cinema Gorki. Un esdeveniment viu va ser la pel·lícula d'avantguarda Korol-olen. La seva popularitat més gran com a director de cinema va ser la pel·lícula de televisió infantil de cinc sèries Góstia iz buduixtxego, que va aparèixer a les pantalles el març de 1985. Després d'això, el personatge cinematogràfic d'Alisa Selezniova, creat per Arsenov i plasmat a la pantalla per Nataixa Guseva, una escolar de Moscou de 12 anys, va esdevenir un culte per a milions d'escolars soviètics.
Va morir el 12 d'agost de 1999 a Moscou, Fou enterrat al Cementiri Xtxerbinskoie de Moscou.

## Filmografia
- 1963 — Podsolnukh (rus: Подсолнух Gira-sol; curtmetratge)
- 1966 — Liolka (rus: Лёлька; curtmetratge)
- 1967 — Spasite utopaiuixtxego (rus: Спасите утопающего)
- 1969 — Korol-olen (rus: Король-олень)
- 1973 — I togda ya skazal net… (rus:  И тогда я сказал нет…, I aleshores vaig dir no)
- 1975 — Vkus khalvi (rus: Вкус халвы)
- 1977 — Smiatenie txuvstv (rus: Смятение чувств Confusió de sentiments)
- 1978 — Zdravstvuy, reka (rus: Здравствуй, река; amb Iuri Grigoriev i Igor Iasulovitx)
- 1979 — S liubimimi ne rasstavaites' (rus: С любимыми не расставайтесь)
- 1985 — Góstia iz buduixtxego (rus:  Гостья из будущего)
- 1985 — Lilovi xar (rus: Лиловый шар)
- 1994 — Volxebnik Izumrudnogo goroda (rus: Волшебник Изумрудного города, El màgic de la Ciutat Maragda)

## Vida personal
La seva primera esposa (de 1963 a 1969) fou l'actriu Valentina Maliavina. La segona esposa (des de 1976) — Elena Arsenova. La seva filla Elizaveta (nascuda el 1980) va treballar com a encarregada de la perruqueria als teatres de Moscou.